# Machilus pseudokobu
Machilus pseudokobu är en lagerväxtart som beskrevs av Gen-Iti Koidzumi. Machilus pseudokobu ingår i släktet Machilus och familjen lagerväxter. Inga underarter finns listade i Catalogue of Life.